# Jahcoustix
Jahcoustix, född Dominik Haas den 4 oktober 1978 i Bonn i dåvarande Västtyskland, är sedan 2001 en etablerad tysk reggaemusiker. Han är idag specialiserad på roots reggae i både elektrisk och akustisk version med sångstexter om mänsklig enhet, andlig utveckling, fred och frigörelse från systemet (Babylon) men har en bakgrund inom jazzmusik. Han är son till en tysk diplomat och bodde under sin uppväxt i Mexiko, Liberia, USA (New York), Kenya och Egypten. År 1998 flyttade han till München där han tillsammans med några vänner började spela en blandning av reggae och jazz.
Efter avvecklingen av jazzreggae-projektet vände han sig till de Münchenbaserade reggaebanden Headcornerstone och Dubious Neighbourhood, och fick där bli bakgrundssångare eller ingå i kören. Sedan 2001 är han huvudsångare i Dubious Neighbourhood och framträder med självskrivet material tillsammans med bandet. Under 2003/2004 turnerade Jahcoustix med Mellow Mark och Patrice, År 2003 kom det första soloalbumet Colourblind. I mars 2009 upplöstes Jahcoustixs band Dubious Neihbourhood. Jahcoustix har därefter framträtt som somoartist i samarbete med The Outsiderplayers respektive Yard Vibes Crew som kompband. Han har utvecklat en stil som påminner om artister som Ziggy Marley, Julian Marley, Taj Weekes, Courtney John, Steel Pulse tidigt i deras karriär och Morgan Heritage På soloalbumet Frequency Acoustic sjöng han några av låtarna tillsammans med jamaicanerna Shaggy, Apple Gabriel från Israel Vibration, Horace Andy. m.fl. Titellåten på albumet Crossroads sjunger han tillsammans med landsmannen Gentleman.

## Diskografi

### Album
- 2004 – Colourblind, Virgin Records
- 2008 – Jahcoustix & The Outsideplayers
- 2010 – Crossroads, kompad av Yard Vibes Crew
- 2013 – Frequency, kompad av Yard Vibes Crew
- 2004 – Acoustic Frequency, eller 2004 – Frequency Acoustic i vissa länder, kompad av Yard Vibes Crew

#### Album tillsammans med Dubios Neighbourhood
- 2003 – Souljahstice
- 2006 – Grounded

### Singlar
- "Uprise & Shine" (2003)
- "Searching For The Truth" (2004)
- "True To Yourself" (2011)
- "World Citizen" feat. Shaggy (2012)
- "Another Day" (2012)
- "Highway Road" (2014)